# Mompha sexstrigella
Mompha sexstrigella ist ein Schmetterling (Nachtfalter) aus der Familie der Fransenmotten (Momphidae).

## Merkmale
Die Falter erreichen eine Flügelspannweite von 10 bis 11 Millimeter. Mompha sexstrigella ähnelt sehr stark Mompha raschkiella, allerdings verschmelzen auf dem Vorderflügel alle vier bleigrauen Flecke. Die bräunlich orange Zeichnung der Vorderflügel ist zu kleinen Flecken und zwei Apikalstrichen reduziert. Die Flecke befinden sich bei 1/5 und bei 3/4 der Vorderflügellänge und vor der Flügelmitte. Der Apex ist außen durch einen dunkelbraunen Strich und vier bis sechs weiße Flecke umrandet. Die Hinterflügel schimmern hellgrau.
Bei den Männchen ist der Cucullus oberhalb der Basis am breitesten. Er verjüngt sich distal leicht und hat einen abgerundeten Apex. Der Sacculus ist ebenso lang wie der Cucullus, er verjüngt sich abrupt zu einer stumpfen und gebogenen Spitze. Der Dorsalrand des Sacculus ist von der Basis bis zum zweiten Drittel stark sklerotisiert und gabelt sich apikal. Der Uncus ist schlank und zugespitzt. Der Gnathos ist membranös. Die Anellus-Lappen sind lang und zugespitzt. Der Aedeagus ist schlank und mit drei Cornuti versehen, der mittlere ist groß und hakenförmig.
Bei den Weibchen ist das 7. Sternit ziemlich stark sklerotisiert und an den Seiten runzlig. Der Vorderrand ist auf beiden Seiten des Ostiums stark konkav, die Seitenränder sind scheinbar nach hinten verlängert. Das Sterigma besitzt zwei sich verjüngende Lappen, die hinten verschmelzen. Das Ostium ist leicht becherförmig. Die vordere Hälfte des Ductus bursae ist trichterförmig und sklerotisiert, ein nicht sklerotisiertes Band befindet sich an der breitesten Stelle. Die hintere Hälfte ist nicht sklerotisiert und verengt sich zum Corpus bursae. Das Corpus bursae ist mit zwei sichelförmigen Signa versehen.

### Ähnliche Arten
Mompha sexstrigella unterscheidet sich von Mompha raschkiella durch das Fehlen von großen orangen Flecken und die helleren Hinterflügel.

## Verbreitung
Mompha sexstrigella ist holarktisch verbreitet. In Europa ist die Art im Norden Fennoskandinaviens (Nordschweden, Nordfinnland, Kola-Halbinsel) und in Estland beheimatet. Im asiatischen Teil Russlands kommt die Art im Altai-Gebirge, im südlichen Sibirien und auf Sachalin vor. In Nordamerika wurde die Art in Kanada und im Westen der USA nachgewiesen.

## Biologie
Die Raupen entwickeln sich an Schmalblättrigem Weidenröschen (Chamerion angustifolium). Die Art bildet nur eine Generation im Jahr. Die Raupen sind Blattminierer und leben von Juli bis August. Die Mine beginnt als Fraßgang und wird dann zu einer Platzmine. Die Raupen verpuppen sich innerhalb der Mine. Die Falter fliegen ab der zweiten Junihälfte bis Mitte August.

## Systematik
Aus der Literatur sind folgende Synonyme bekannt:
- Psacaphora sexstrigella Braun, 1921
- Mompha complexa Svensson, 1982